# Đĩa quảng bá
Đĩa quảng bá (tiếng Anh: promotional recording hay promo) là bản ghi âm thanh hoặc video được phân phối miễn phí nhằm mục đích quảng bá, xúc tiến cho một đĩa hát sắp sửa ra mắt trên thị trường. Thường thì hãng đĩa sẽ gửi trực tiếp đĩa quảng bá đến các đài phát thanh, đài truyền hình, DJ, nhà báo viết về âm nhạc trước khi sản phẩm thương mại ra mắt với hy vọng kích thích sự quan tâm của công chúng đối với sản phẩm của mình.
Đĩa quảng bá thường được phân phối dưới dạng không kèm bìa đĩa hay những thứ liên quan có trên đĩa thương phẩm. Trên đĩa hay có dòng chữ: "Chỉ cấp phép để dùng cho mục đích quảng bá. Cấm bán lại." Trên đĩa có thể còn ghi chú rằng đĩa quảng bá vẫn là tài sản của nhà phân phối và có thể bị thu hồi khi có yêu cầu.

## Phân loại

### Đĩa đơn quảng bá
Đĩa đơn quảng bá (tiếng Anh: promotional single hay promo single) là đĩa đơn được hãng thu âm gửi đến đài phát thanh, hộp đêm, các ấn phẩm viết về âm nhạc và các cơ sở truyền thông khác nhằm mục đích quảng bá sản phẩm đĩa đơn hoặc album sắp ra mắt. Bên ghi âm có thể phát hành đĩa đơn quảng bá ngay cả khi không bán đĩa đơn chứa bài hát trong đĩa đơn quảng bá ra thị trường, thường là trong trường hợp đĩa đơn quảng bá đó có nhiệm vụ quảng bá cho cả album.

### Buzz singlevàadvance single
Buzz single hoặc advance single là một track/bài hát quảng bá do hãng đĩa phát hành trước khi album do họ sản xuất ra mắt. (Các) bài hát sẽ được phát hành theo thứ tự nhằm thu hút sự chú ý. Thông thường, buzz single không được gửi đến đài phát thanh dưới hình thức đĩa đơn quảng bá, mặc dù điều này không ngăn đài phát thanh phát sóng bài hát đó. Có lúc người ta không đưa buzz single vào album.

### Acetatevàtest pressing
Trong quá khứ khi chưa có các định dạng đĩa khác ngoài đĩa vinyl thì loại đĩa quảng bá được gọi là acetate. Đây là loại đĩa vinyl rẻ tiền và kém chất lượng, sản lượng rất thấp. Thường thì số đĩa này chỉ là đĩa test pressing (tức loại đĩa được dùng để kiểm tra chất lượng đĩa làm ra khi sản xuất hàng loạt đĩa khác).